# دوغلاس أوغستو سواريس غوميز
دوغلاس أوغستو سواريس غوميز (بالبرتغالية: Douglas Augusto Soares Gomes‏) هو لاعب كرة قدم برازيلي، ولد في 13 يناير 1997 في ريو دي جانيرو في البرازيل. لعب مع نادي كورينثيانز.

## وصلات خارجية
- دوغلاس أوغستو سواريس غوميز على موقع الاتحاد الأوربي (الإنجليزية)
- دوغلاس أوغستو سواريس غوميز على موقع قاعدة بيانات كرة القدم.إي يو (الإنجليزية)
- دوغلاس أوغستو سواريس غوميز على موقع ليكيب (الفرنسية)
- دوغلاس أوغستو سواريس غوميز على موقع Soccerway.com (الإنجليزية)
- دوغلاس أوغستو سواريس غوميز على موقع عالم كرة القدم.نت (الإنجليزية)